# Zbigniew Dworak
Zbigniew Dworak ps. „Dr Maks” (ur. 2 kwietnia 1917 w Warszawie, zm. 11 września 1963 tamże) – lekarz Zespołu sanitarnego „Rola” Kedywu Armii Krajowej, major lekarz Wojska Polskiego, kawaler Orderu Virtuti Militari.

## Życiorys
Urodził się 2 kwietnia 1917 w Warszawie, w rodzinie Franciszka i Marii (Marianny) z Wojtaszków. Ukończył w 1935 szkołę średnią we Lwowie. Po maturze rozpoczął naukę zawodu lekarza wojskowego jako podchorąży w Centrum Wyszkolenia Sanitarnego w Warszawie, równocześnie studiując na Wydziale Lekarskim Uniwersytetu Warszawskiego. 13 września 1939 Naczelny Wódz mianował go podporucznikiem ze starszeństwem z 1 września 1939.
Podczas okupacji niemieckiej w ramach tajnego nauczania kontynuował studia medyczne i odbywał niezbędne praktyki lekarskie. Był jednym z pierwszych lekarzy Zespołu sanitarnego „Rola” Kedywu Armii Krajowej, przydzielonym do oddziału „Agat” (późniejszy „Pegaz”). W czasie powstania warszawskiego był szefem służby sanitarnej batalionu „Parasol”. Po upadku powstania wstąpił do Wojska Polskiego i został szefem służby zdrowia 29. Pułku Piechoty. Walczył nad Nysą Łużycką i  pod Budziszynem.
Po II wojnie światowej, 29 października 1945 na Wydziale Lekarskim Uniwersytetu Warszawskiego uzyskał dyplom lekarza. Zdemobilizowany w stopniu majora w marcu 1953, kierował Miejską Stacją Sanitarno-Epidemiologiczną w Gdańsku, od 1956 Wojewódzką Stacją Sanitarno-Epidemiologiczną w Szczecinie. W latach 1953–1955 był także starszym asystentem przy Katedrze Higieny AM w Gdańsku, a od 1958 adiunktem Zakładu Higieny Pomorskiej Akademii Medycznej. W 1961 na podstawie pracy pt. Wapń, fosfor, żelazo i niektóre pierwiastki śladowe w wodzie wodociągowej województwa szczecińskiego uzyskał tytuł doktora medycyny.
Zmarł w Warszawie, pochowany na cmentarzu Bródnowskim (kwatera 38A-1-4).

## Ordery i odznaczenia
- Krzyż Srebrny Orderu Wojskowego Virtuti Militari[7]
- Krzyż Walecznych (dwukrotnie)
- Srebrny Krzyż Zasługi z Mieczami
- Krzyż Partyzancki
- Warszawski Krzyż Powstańczy
- Krzyż Armii Krajowej
- Medal za Odrę, Nysę i Bałtyk
- Medal Zwycięstwa i Wolności 1945
- Odznaka Grunwaldzka

Źródło:.